# Kościelec (województwo małopolskie)
Kościelec – wieś w Polsce w województwie małopolskim, w powiecie proszowickim, w gminie Proszowice.
W latach 1954–1972 wieś należała i była siedzibą władz gromady Kościelec. W latach 1975–1998 miejscowość administracyjnie należała do województwa krakowskiego.
Wieś zamieszkuje 598 mieszkańców, zajmuje obszar 5,14 km².

## Położenie
Wieś nazywana jest też Kościelec Proszowicki w celu odróżnienia od innych miejscowości o tej samej nazwie. Kościelec leży w odległości około 7 km na wschód od Proszowic. Wieś administracyjnie położona jest w województwie małopolskim, na północny wschód od Krakowa, w gminie Proszowice w powiecie proszowickim. W latach 1973–1976 miejscowość była siedzibą gminy Kościelec. Pod względem historycznym i kulturowym Kościelec leży w Małopolsce, w ziemi krakowskiej.

## Etymologia nazwy
Źródła historyczne podają, że nazwa wsi wywodzi się od kościoła, który w średniowieczu pełnił także funkcje obronne (łac. castellum). Kościelec, prawdopodobnie dawna nazwa cmentarza chrześcijańskiego, w którym umieszczano ciała (kości) zmarłych, w różnicy od cmentarzysk pogańskich, mieszczących tylko popioły. Z czasem nazwa cmentarza dała początek nazwie kościół.
Występują tutaj głównie tereny rolnicze, główne uprawy to: tytoń oraz zboża. Corocznie odbywają się dożynki organizowane przez radę rodziców i dyrektora Zespołu Szkół w Kościelcu oraz turniej piłkarski im. Leszka Kokosińskiego, w którym biorą udział drużyny piłkarskie powiatu proszowickiego.

## Części wsi
| SIMC    | Nazwa   | Rodzaj    |
| ------- | ------- | --------- |
| 0331926 | Kujawki | część wsi |
| 0331932 | Mszany  | część wsi |
| 0331949 | Rożna   | część wsi |
| 0331955 | Wzory   | część wsi |

## Historia
Głównym i najbardziej charakterystycznym punktem wsi jest kościół romański z ok. 1231. Jego budowa związana była z istnieniem w tym miejscu (w XIII wieku) dużego ośrodka dóbr kościelnych biskupów krakowskich, obejmujących także Piekary, Szczytniki i Kowalę. Osady te pełniły rolę służebną wobec Kościelca.

### Kalendarium

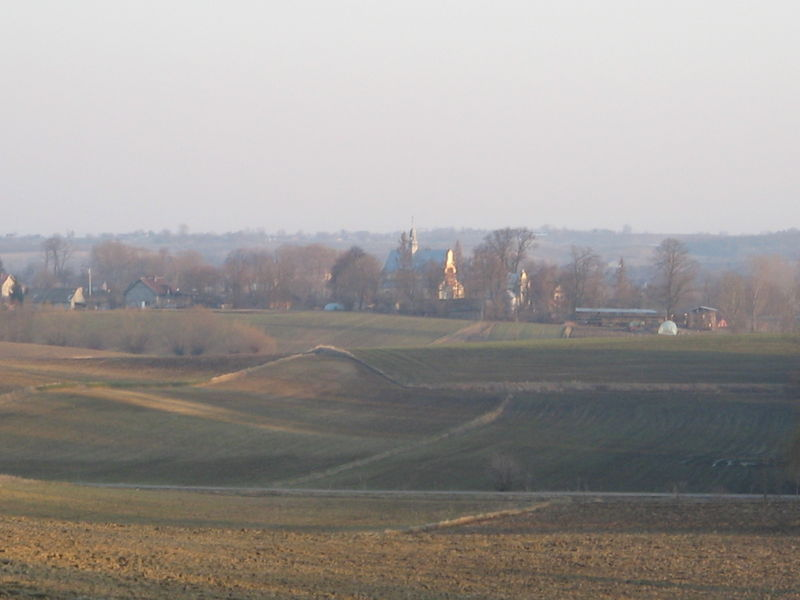
Panorama wsi

- 1200 – prawdopodobnie istniał tu zamek. Do niego miałoby się odnieść określenie Mesko edificat Boru. Według interpretacji podanej w Słowniku Geograficznym Królestwa Polski: Sąsiedztwo wsi Boronice pozwala przypuszczać, iż wniesiony na obszarze Boronic zamek, nadał tej części wsi nazwę Kościelec /Castellum/. Przy zamku stanął wkrótce i kościół.
- 1231 – Wisław herbu Zabawa biskup krakowski (1229–1242 okres rządów biskupa krakowskiego) ufundował kościół pod wezwaniem św. Wojciecha.
- 1238 – św. Jacek Odrowąż przebywał w Kościelcu.
- 1325 – wymieniony pleban w Kościelcu Marcin.
- XV wiek – w czasach Jana Długosza plebanem w Kościelcu był Stanisław Świradzki herbu Zabawa, kanonik i oficjał krakowski, zaś dziedzicem Jakubik herbu Pobóg.
- Przed 1584 – w czasach reformacji kościół został przejęty przez braci polskich, dziedzicem wsi był wówczas Stanisław Bogusz herbu Półkozic, zwolennik braci polskich.
- Koniec XVI wieku – parafia znajdowała się w dekanacie witowskim diecezji krakowskiej, wieś w powiecie proszowickim województwa krakowskiego[8].
- 1618 – kościół poważnie zniszczony, brak dachu, mury zagrożone zawaleniem.
- 1628–1634 – podjęcie odbudowy i przywrócenie do kultu kościoła przez proboszcza Macieja Molędę.
- 1664 – wzmianki o rekonsekracji odbudowanego kościoła przez sufragana krakowskiego Tomasza Oborowego.
- 1673 – ks. Władysław Opacki, archidiakon krakowski i sandomierski ufundował wyposażenie wnętrza kościoła m.in. ołtarz główny.
- 1839 – na mapie oznaczona zabudowa dworu (bez znaku „dwór”) wraz z przyległym terenem parku.
- Około 1850 – wybudowano nową dzwonnice murowaną przy kościele w stylu neogotyckim, na miejscu starszej drewnianej.
- 1858 – wzmianka o wzniesieniu sygnaturki i położeniu marmurowej posadzki w kościele.
- 1875 – kościół odwiedził i opisał konserwator i badacz zabytków Władysław Łuszczkiewicz, opisał także miejscowość i okolice: Wieś Kościelec leży w pobliżu Krakowa pod Proszowicami, o mile na wschód od tego miasteczka, pamiętnego burzliwemi zjazdami szlachty małopolskiej. Ziemia ta proszowicka, znana ze swojej urodzajności, wyżłabia się w te głębokie parowy o gliniastych brzegach, w których wiją się wązkie drożyny wiejskie, co właściwe piętno nadają krajobrazowi. Gęsto zasiadłe wsie zamieszkuje lud, którego strój jest typowym krakowskim, a lud ten przechowuje tradycyjnie dzieje swej ziemi(...). Wsi Kościelców jest wiele w dawnej Polsce. Ile wsi tych, tyle starych kościołów, bo nazwę przybrały osady te od przybytków Bożych tu wcześniej postawionych (...). Jest więc i tu stary kościół, na wzgórzu, wśród wsi proszowskiej, zasianej w parowie rozrzuconemi chatami o słomianych strzechach; błyszczy on ścianami swemi kamiennemi. Pokryty szczytowym dachem a otoczony kępą drzew, ma przy sobie dziwaczną dzwonnice, niedawno przy kościele postawioną; ale o ile to wszystko składa się w pewną malowniczą całość, jest tak zwyczajnem w tej okolicy, że zwiedzanie kościółka, ciekawości podróżnego nie budzi (...).
- 1883 – wymieniony jako: wś, pow. Pińczowski, gmina i parafia Kościelec, leży między Proszowicami, a Koszycami. Posiada kościół parafialny murowany pod wezwaniem Św. Wojciecha z 1242, fundacji Wiesława herbu Zabawa, biskupa krakowskiego, dom schronienia i szkołę początkową (...). Parafia Kościelec ma 3337 dusz. Dobra Kościeleckie składają się z folwarku Kościelec i Ksawerówka; wsi Kościelec i Posiłów (...) rozległość wynosi morgów 649. Folwark Kościelec grunta orne i ogrody mr. 455, łąk mr. 20, pastwisk mr. 5, lasu mr. 39, nieużytki i place mr. 29, razem mr. 545, budynków murowanych 3 z drzewa 16, płodozmian 4 i 8-polowy. Folwark Ksawerówka grunta orne i ogrody mr. 100, łąk mr. 3, nieużytki i place mr. 1, razem mr. 104, budynków z drzewa 3, płodozmian 4-polowy; rzeczka Kantorówka przepływa. Wś Kościelec osób 48, grunta mr. 206. Wś Posiłów osób 11 z gruntami mr. 76 (...).
- 1892 – przeprowadzono odnowienie portalu kościoła.
- 1925 – otwarcie połączenia kolei wąskotorowej: Kazimierza Wielka – Kościele, Kościelec – Szreniawa ze stacją Kościelec Wąskotorowy.
- Do 1945 – właścicielem zespołu dworskiego był Konstanty Okęcki (1870–1943)[9].
- 2003 – działalność rozpoczęła drużyna piłkarska Płomień Kościelec, prezesem klubu został wybrany Euzebiusz Kwaśniewski, jego zastępcą Piotr Gołębiowski. Od lutego 2007 prezesem jest Sylwester Gołdyn, a zastępcą Henryk Kamień.
- 2006 – wymieniono więźbę dachową i blachę na kościele.

## Zabytki
Obiekty wpisane do rejestru zabytków nieruchomych województwa małopolskiego.
- Kościół parafialny pw. św. Wojciecha, dzwonnica, otoczenie;
- park podworski.
Po 1945 zespół dworsko-parkowy został zdewastowany, rozebrano dwór wraz z oficynami, oraz budynki gospodarcze, wycięto wiele starych drzew. Obecnym użytkownikiem parku jest Państwowa Straż Pożarna. Na terenie podworskim zbudowano stadion LKS Płomień Kościelec.

### Inne zabytki
- Cmentarz parafialny z I połowy XIX wieku, z kaplicą grobową rodziny Kamockich z 1859 roku.
- Kapliczka z 1841 roku w formie kamiennego filara, z obrazem Matki Boskiej Bolesnej umieszczonym we wnęce znajdującej się w górnej części słupa. Poniżej, na ścianie frontowej znajduje się płaskorzeźba przedstawiająca św. Stanisława Biskupa. Na filarze widoczna data 1841.
- Figurka św. Jacka z 1844 roku, kamienna, przedstawia św. Jacka Odrowąża stojącego na filarowym postumencie, trzyma w ręku figurę Matki Boskiej. Napis na postumencie św. Jacek Erol Adamczyk w 1844 r. Odnowiono w 1929. Patronem wsi jest św. Jacek. Zachowała się legenda, która opowiada o cudzie który święty uczynił podczas pobytu we wsi. Legenda głosi że ostry grad w 1238 roku całkowicie zniszczył pola uprawne. Święty Jacek polecił mieszkańcom spędzić noc na modlitwie i następnego dnia zboża podniosły się, jakby w ogóle nie ucierpiały wskutek gradobicia, co miało ocalić miejscową ludność przed klęską głodu. Za figurą Kościelecką płynie źródło.

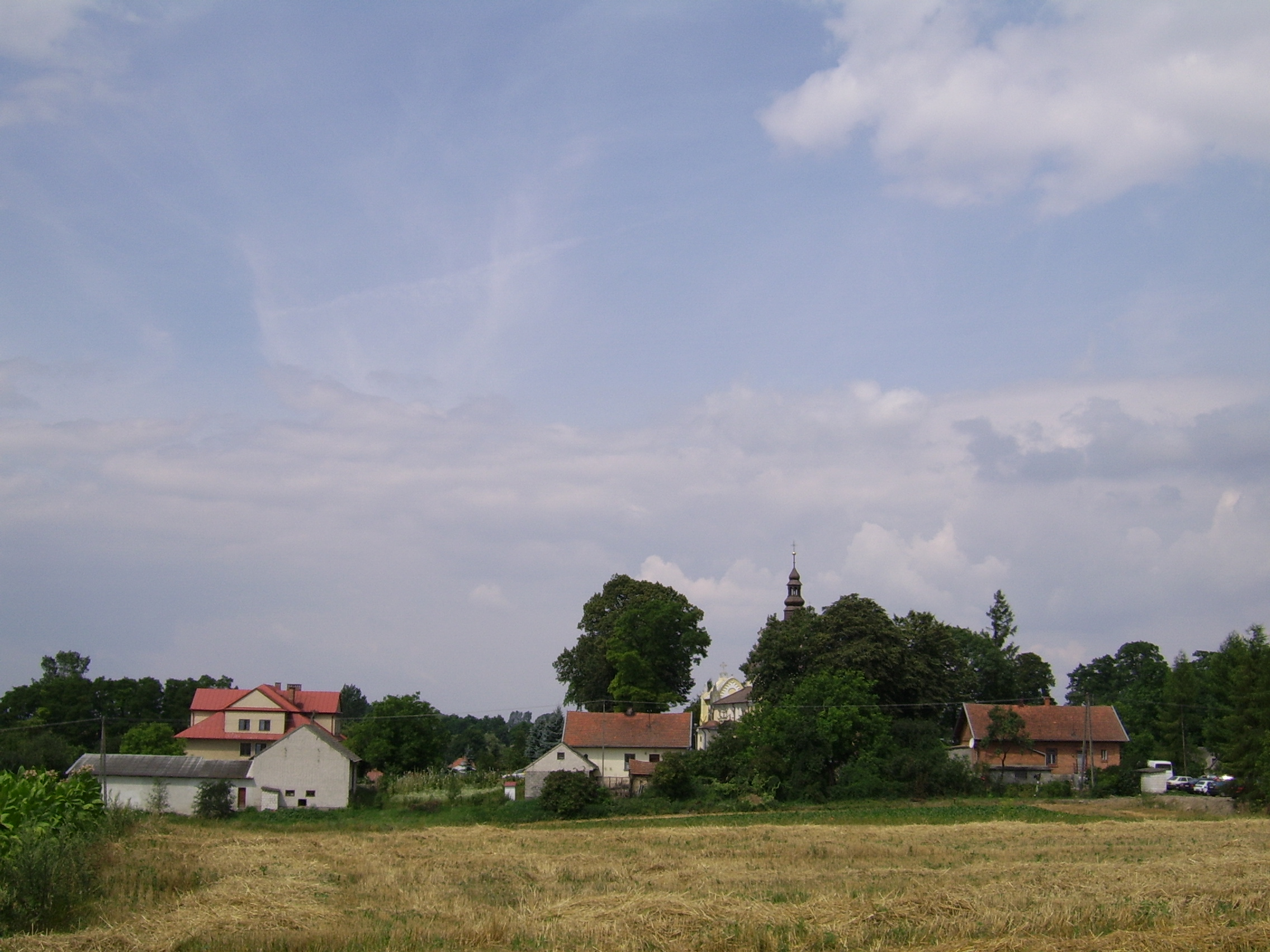
Zespół kościelny pw. św. Wojciecha
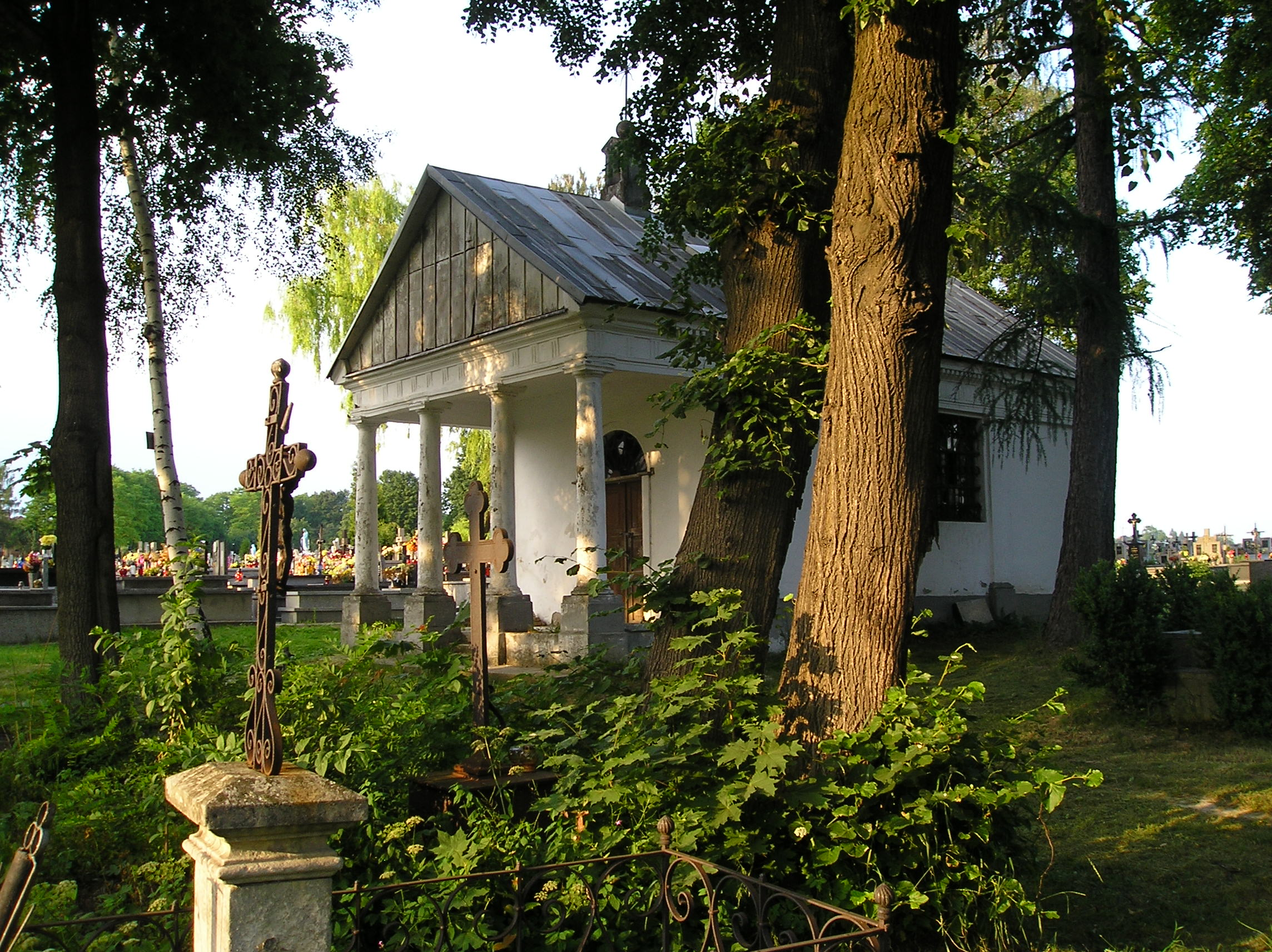
Cmentarz parafialny z kaplicą z 1859 r.
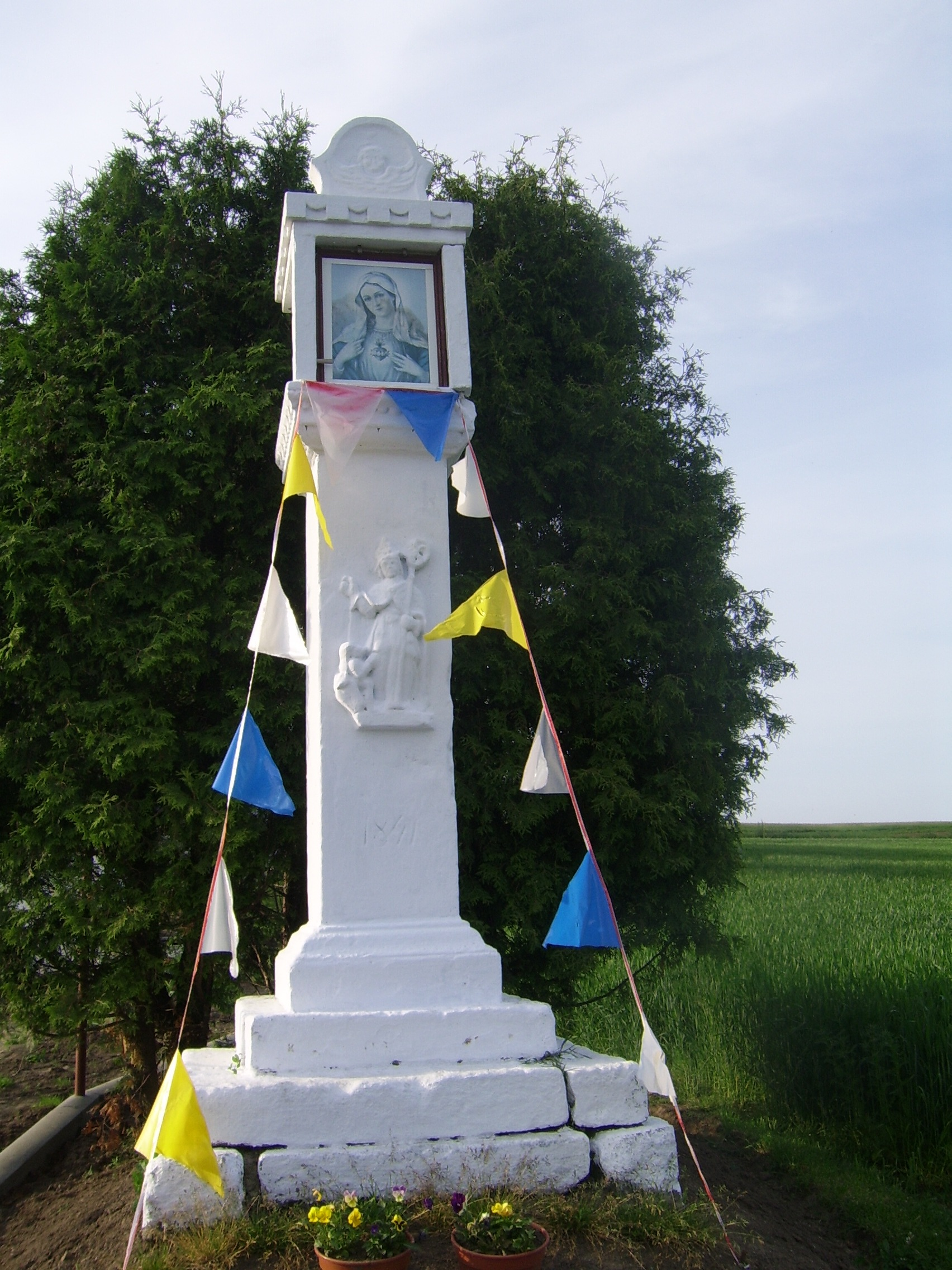
Kapliczka w kształcie słupa z 1841 r.
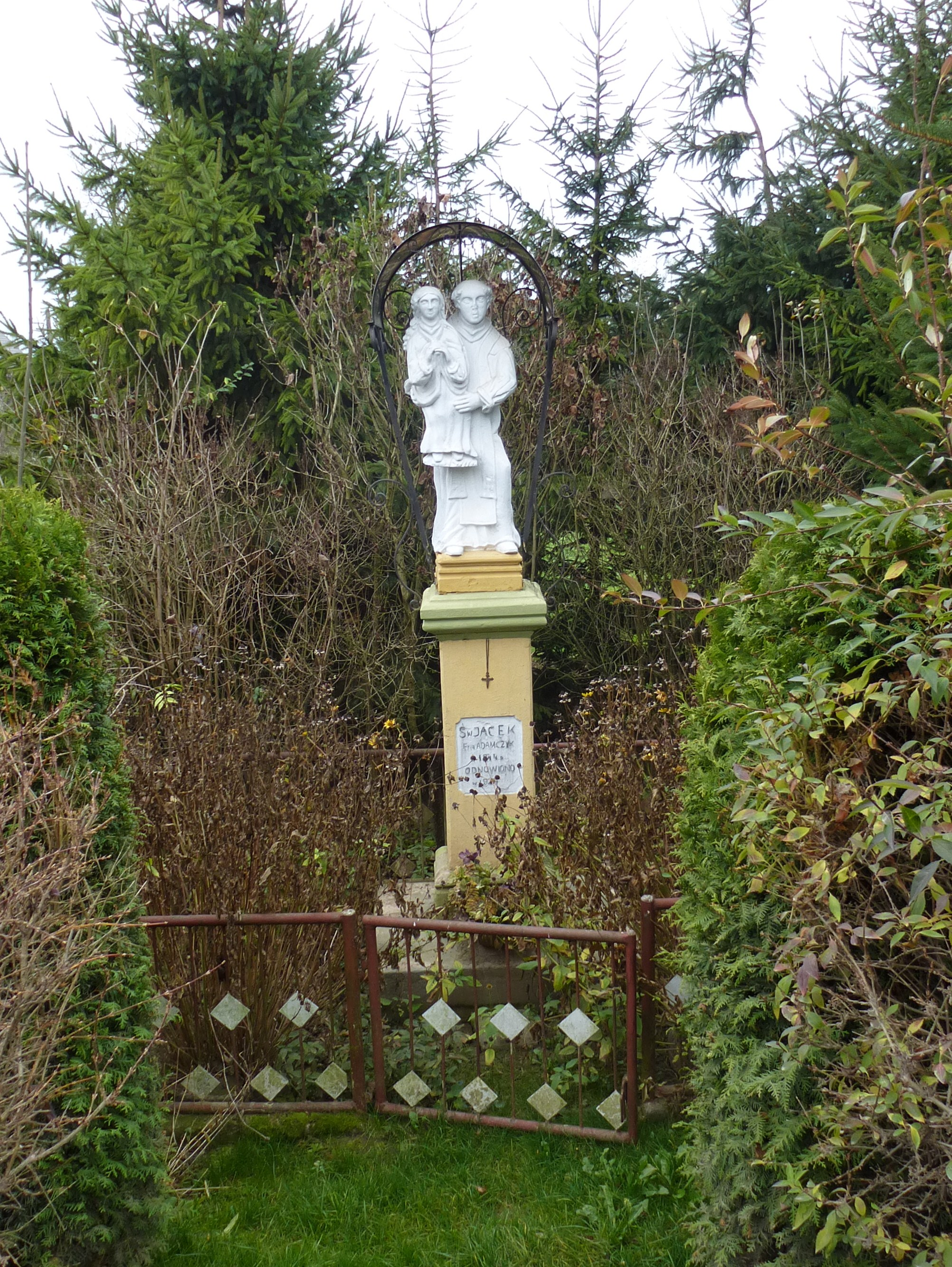
Figura św. Jacka z 1844 r.
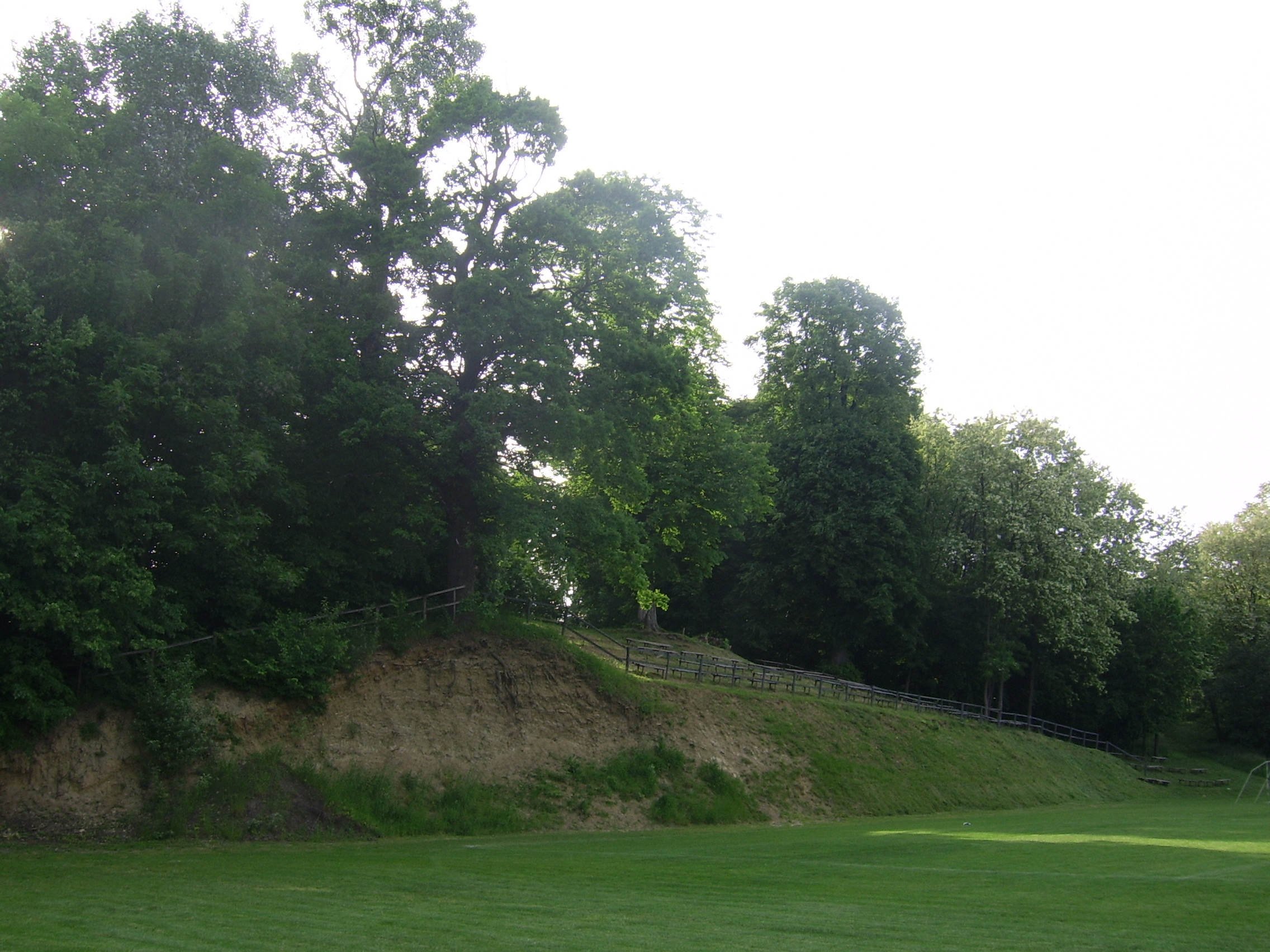
Park podworski

## Inne obiekty znajdujące się w Kościelcu
- Szkoła Podstawowa im. Mikołaja Kopernika.
- Poligon Szkoły Aspirantów Państwowej Straży Pożarnej w Krakowie.
- Stadion LKS Płomień Kościelec.
- Remiza ochotniczej straży pożarnej ze świetlicą mieszczącą siedzibę Koła Gospodyń Wiejskich.

## Galeria

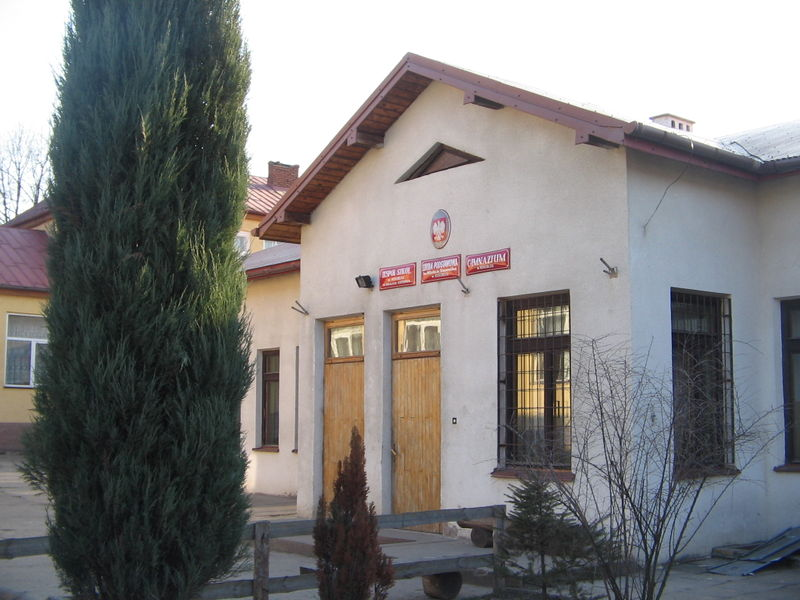
Zespół szkół im. Mikołaja Kopernika
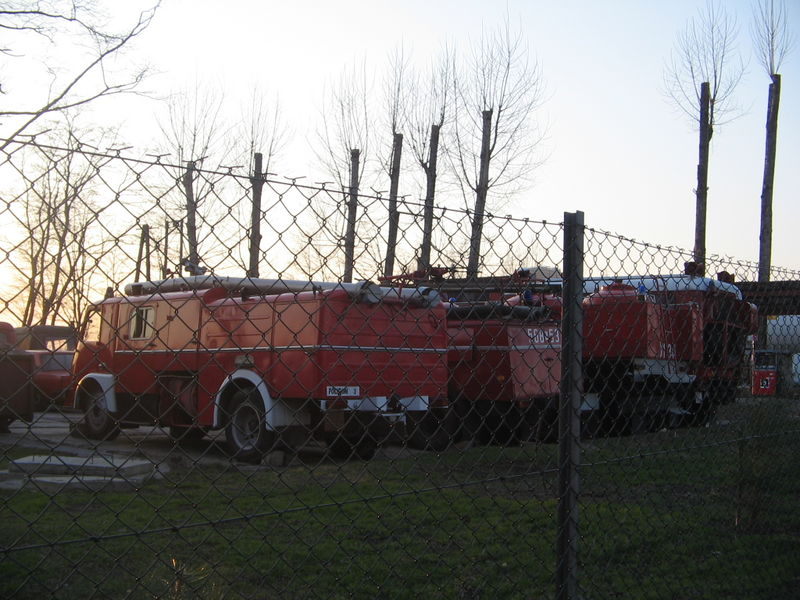
Poligon – samochody strażackie
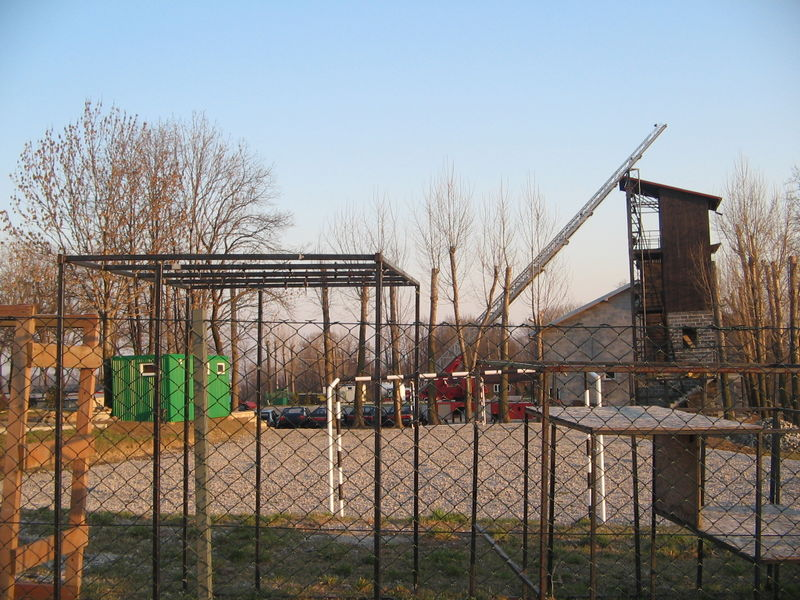
Poligon SA PSP
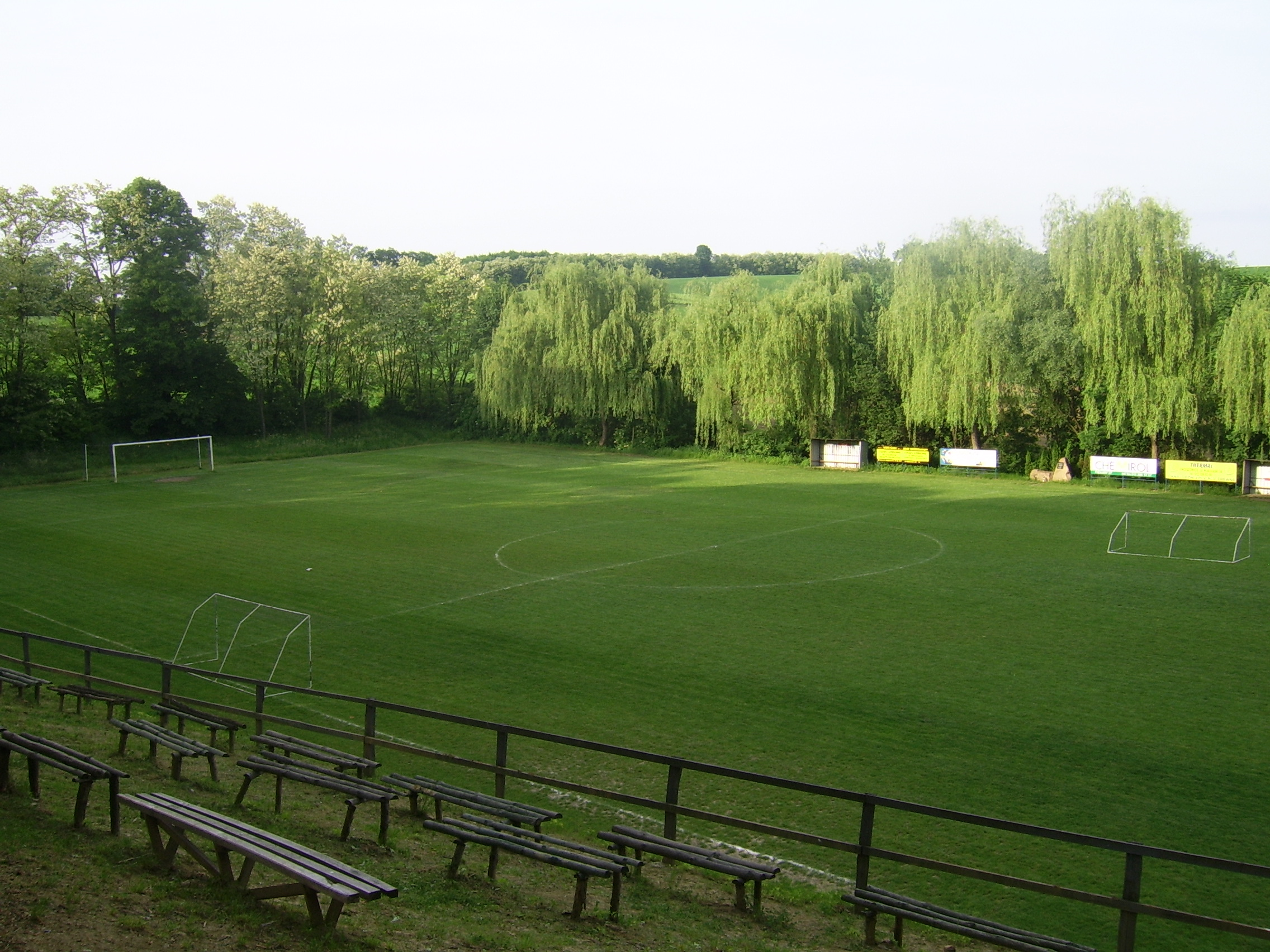
Stadion LKS Płomień Kościelec
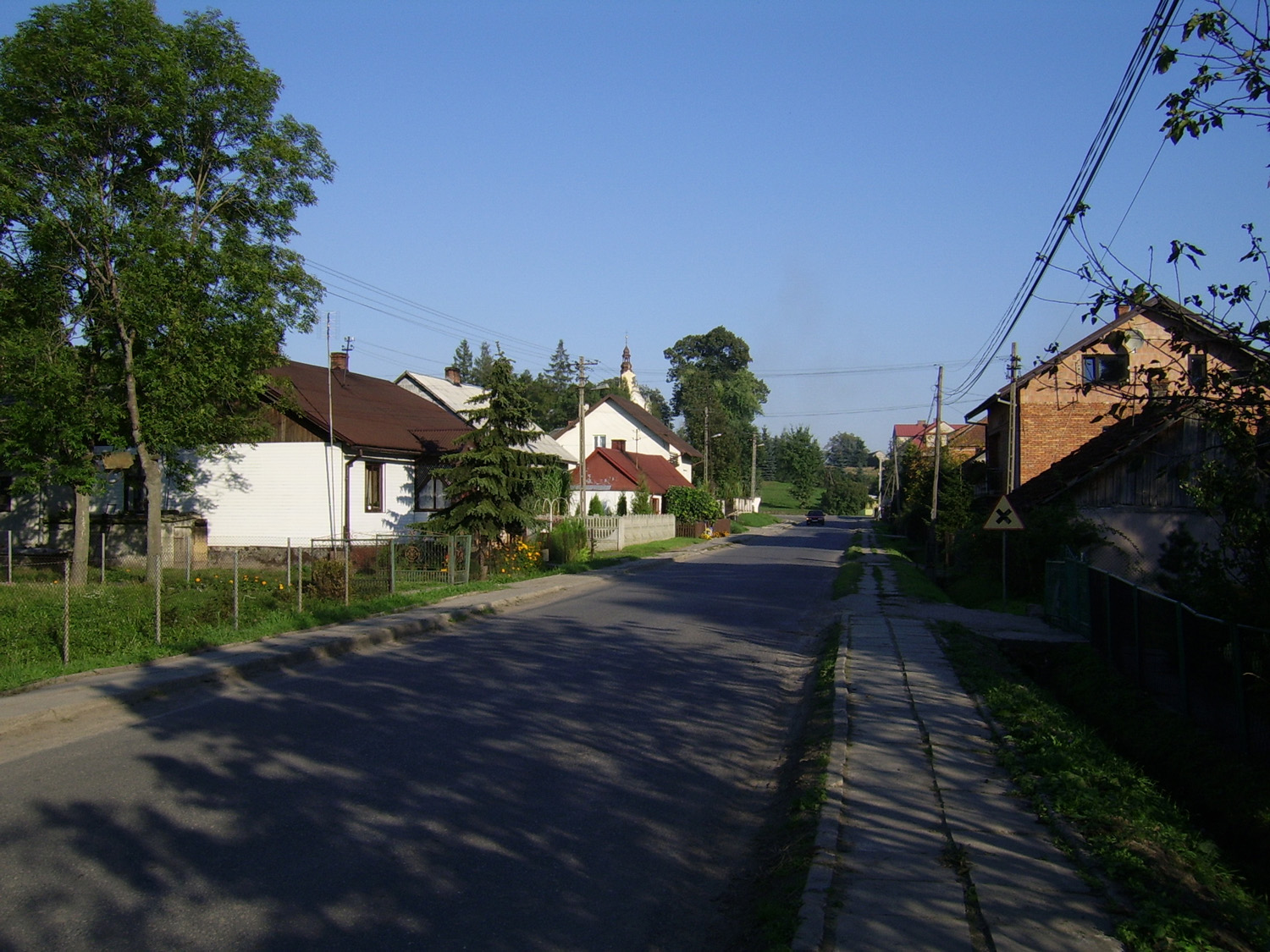
Centrum wsi